# Роберт Ленг
Роберт Ленг  (англ. Robert J. Lang; 4 травня 1961, Огайо) — американський фізик, а також один з видатних майстрів і теоретиків оригамі у світі. Він відомий своїми складними й витонченими моделями, найпримітніші з них — фігурки комах і тварин. Довгий час вивчав математику оригамі і використання комп'ютера для дослідження теоретичних основ оригамі. Він досяг великих успіхів у застосуванні оригамі до інженерних проблем.

## Освіта і ранні заняття
Ленг народився в Огайо і виріс в Атланті, Джорджія . У Каліфорнійському технологічному інституті, де він займався своєю дипломною роботою з електротехніки, він зустрів свою майбутню дружину, Діану. Він отримав ступінь магістраелектротехніки в Стенфорді і повернувся в Каліфорнійський технологічний для отримання Ph.D. прикладної фізики з дисертацією на тему «Напівпровідникові лазери: нові геометрії і спектральні властивості.» (Semiconductor Lasers: New Geometries and Spectral Properties.)
Ленг почав працювати в Лабораторії реактивного руху НАСА в 1988. Ленг також працював дослідником в Spectra Diode Labs у Сан-Хосе, Каліфорнія, і в JDS Uniphase, також в Сан-Хосе.
Ленг є автором і співавтором понад 80 публікацій з напівпровідникових лазерів, оптиці, оптоелектроніці, і володіє 46 патентами в даних областях.
У 2001 Ленг залишає інженерну діяльність і присвячує весь свій час оригамі. Однак, він все ж не втрачає зв'язку зі своїми фізичними минулим: Роберт є головним редактором Journal of Quantum Electronics і консультантом на неповній ставці з лазерів Cypress Semiconductor.
В даний час Ленг проживає в Аламо, Каліфорнія .